# Stufentempel
Stufentempel ist eine Sammelbezeichnung für Bauwerke früherer Hochkulturen oder buddhistischer Stupas, die in Form übereinander liegender, nach oben verjüngter hoher Terrassen oder einer abgestuften Pyramide errichtet sind. Die bedeutendsten finden sich in Vorderasien, Südasien und Mittelamerika. Am höchsten Niveau befindet sich meist das Heiligtum einer Gottheit.

## Mesopotamien und Ägypten
Der in der Bibel geschilderte Turmbau zu Babel sollte nach Genesis 11 bis zum Himmel reichen. Der Bericht geht auf den Stufentempel in Babylon zurück, der sich als Hauptheiligtum des Gottes Marduk auf quadratischer Grundfläche mit ca. 90 m Seitenlänge ca. 90 m hoch erhob.
Die mesopotamischen, stufenförmigen Ziggurate stellen Tempeltürme dar, deren Entstehung als architektonisches Symbol für die Schöpfung gedeutet wird. Analog zur ägyptischen Mythologie von Heliopolis sollen sie den Weltenberg und die Insel symbolisieren, die sich inmitten des Urchaos bildete, und die Verbindung von Himmel und Erde darstellen.
Doch nicht alle dieser Bauwerke dienten religiösen Zwecken. Eine größere Anzahl von Stufenpyramiden hatte die Funktion eines Grabbaues, etwa die 62 Meter hohe Djoser-Pyramide beim ägyptischen Memphis. Über den Zweck vieler anderer Stufenbauten aus dieser 3. Dynastie (um 2.650 v. Chr.) herrscht Unklarheit, denn keine von ihnen enthält eine Grabkammer. Es könnte sich neben religiösen Motiven (Symbol des Urhügels der Schöpfung) um Bauten für Scheingräber (Kenotaphe), um königliche oder politische Repräsentationsbauten handeln. Eine besondere Stellung nimmt der in den Fels gebaute Stufentempel der Hatschepsut bei Luxor ein.

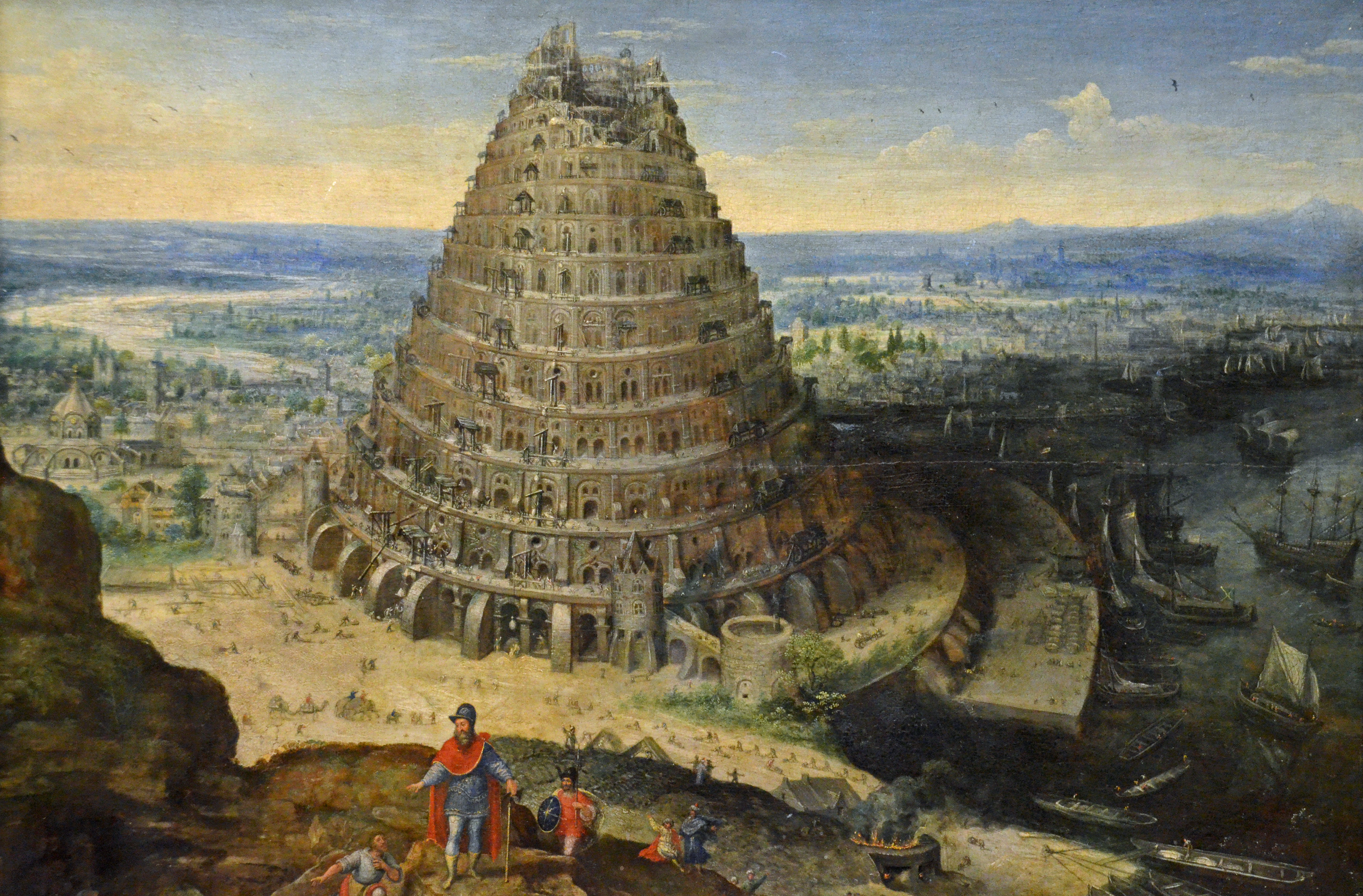
Turmbau zu Babel, Lucas van Valckenborch 1594
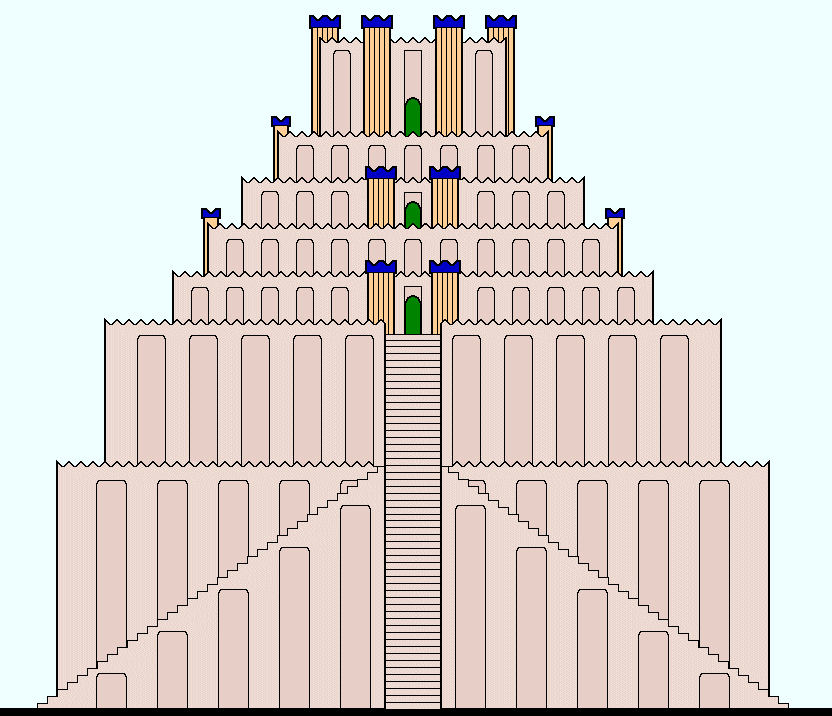
Etemenanki bei Babylon, Rekonstruktion
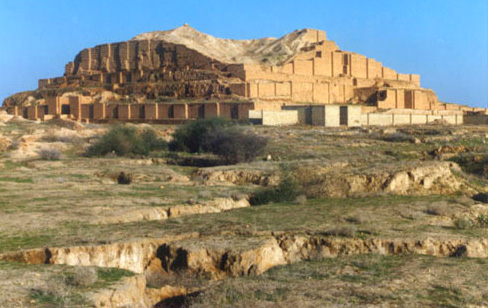
Choghazanbil-Ziggurat, Persien
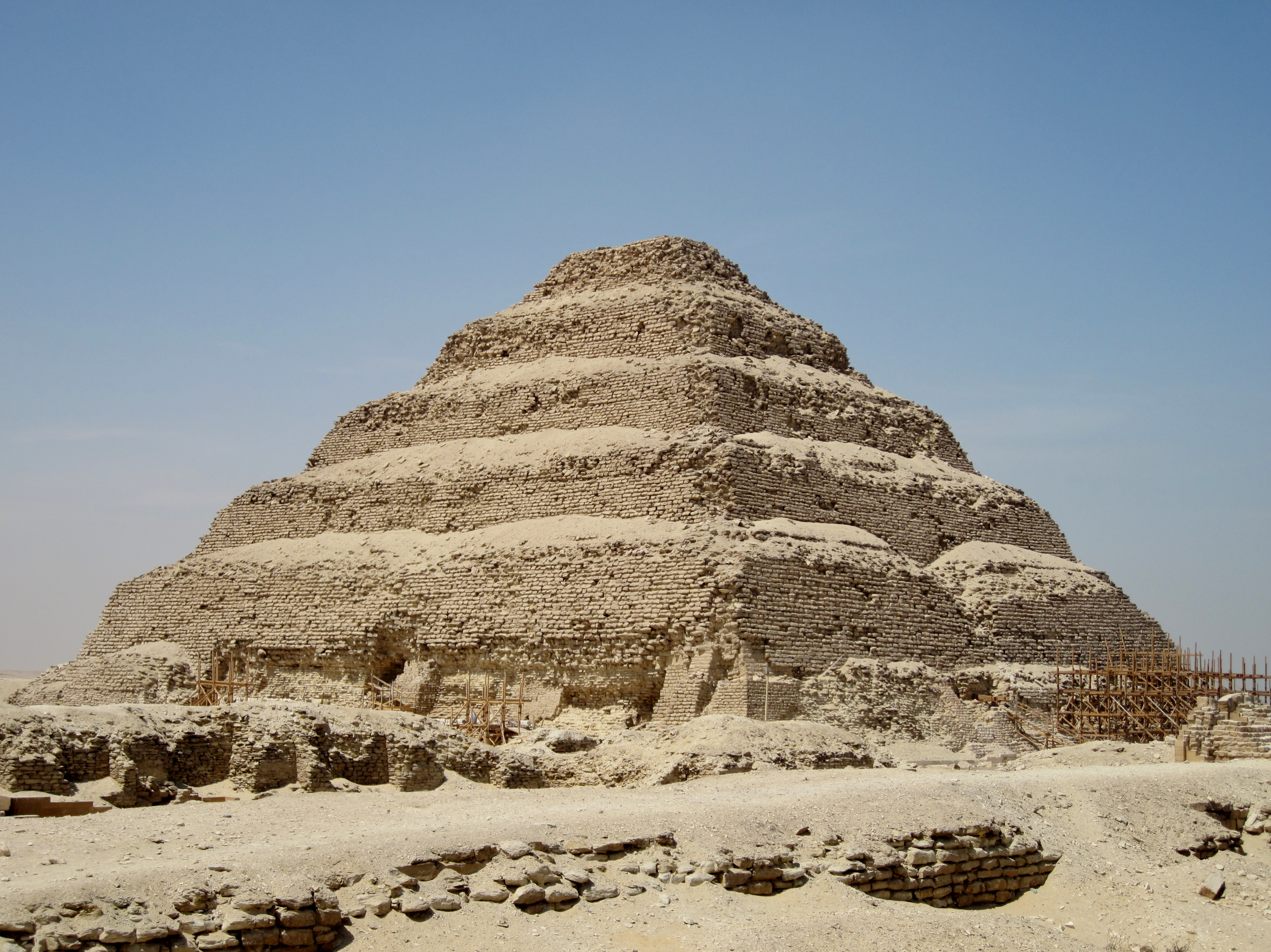
Djoser-Stufenpyramide, Ägypten

## Südasien
Im buddhistischen und Hindu-Kulturkreis gibt es eine große Vielfalt an Stufentempeln. Manche Tempel wurden als pyramidale Stufentempel eines hinduistischen Kults begonnen und später als buddhistische Stupa-Anlage weitergebaut.
Nahe begegnen sich die zwei Religionen z. B. im Kathmandu-Tals, wo sich unweit hinduistischer Heiligtümer der älteste buddhistischen Tempel Nepals befindet, der Swayambunath. Zum Tempelkomplex mit dem 100 m breiten Stupa des Buddhanath-Tempels führen 365 Stufen hinauf.
Als Beispiel eines natürlichen Tempelbergs sei der Phousi gegenüber dem Königspalast von Luang Prabang in Laos genannt. Der 130 m hohe Berg diente als spirituelles Zentrum und wurde durch 328 hohe Stufen erschlossen. 

Zahlreiche Stufentempel finden sich in Kambodscha. Im Dschungel bei Preah Khan wurde 2007 als architektonische Besonderheit eine uralte Anlage an einem See von Minen geräumt. Sie ist ein über 70° steiler, fast 20 m hoher Stufenbau (aus Kalkstein?) mit 5 Etagen, die nach oben immer niedriger werden.

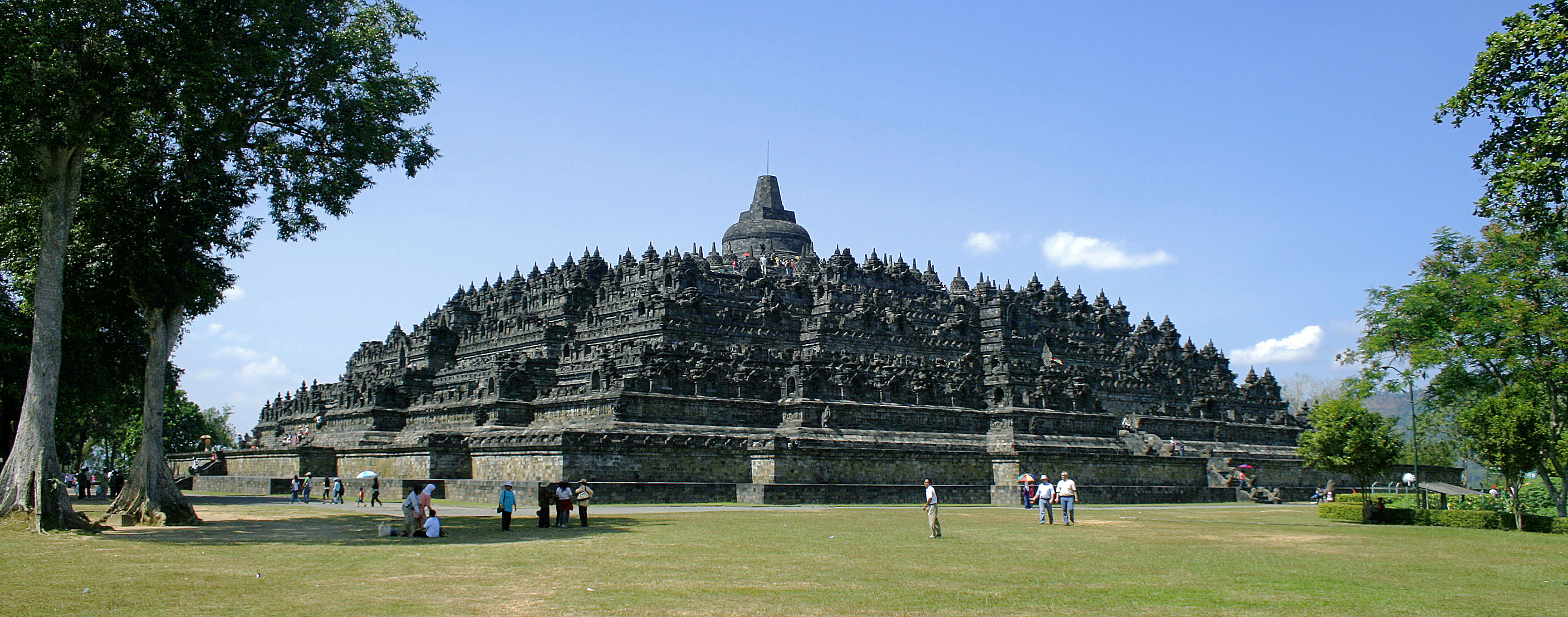
Borobodur (Java), Gesamtansicht

Eine der größten buddhistischen Tempelanlagen Südostasiens ist Borobudur auf der indonesischen Hauptinsel Java. Die einem Hügel nachempfundene kolossale Pyramide wurde zwischen 750 und 850 etwa 25 Kilometer nordwestlich von Yogyakarta errichtet und 1991 von der UNESCO als Weltkulturerbe anerkannt. Die Stupa gilt als bedeutendstes Bauwerk des Mahayana-Buddhismus auf Java.
Auf einer quadratischen Basis von 123 × 123 m türmen sich 9 Stockwerke. Die Wände der vier sich stufenartig verjüngenden Galerien tragen Flachreliefs in der Gesamtlänge von über fünf Kilometern, die das Leben und Wirken Buddhas beschreiben. Darüber liegen drei sich konzentrisch verjüngende Terrassen mit insgesamt 72 Stupas, welche die Hauptstupa von fast 11 m Durchmesser umrahmen.
In Tibet finden sich Stufentempel bei zahlreichen Klöstern – ein besonders großer etwa am Brahmaputra bei Riwoche im westlichen Zentraltibet. Er wurde vom Mahasiddha Thangtong Gyalpo (Lebenszeit angeblich 1385–1510) errichtet, hat 7 Stockwerke und einen Mandala-ähnlichen Grundriss, wurde aber in der chinesischen Kulturrevolution teilweise zerstört.
Eine gänzlich andere Form hat der Himmelstempel im Süden von Peking, errichtet 1420 bzw. 1890. Der gewaltige Rundbau hat drei vorgelagerte, abgestufte Marmorterrassen von je etwa 4 m Höhe und 140 m Durchmesser – im Norden mit rundem Grundriss, im Süden viereckig. Auf dieser Halle des Erntegebets erhebt, ein 36 m breiter Rundtempel von 38 m Höhe und mit 3-fach geschwungenem Dach. Von oben betrachtet wirkt die Basis wie eine langgezogene Kuppel und drückt die Vorstellung aus, dass der Himmel rund und die Erde eckig sei. Er diente für Zeremonien des Kaisers, der als Sohn des Himmels im Frühjahr um eine gute Ernte betete.

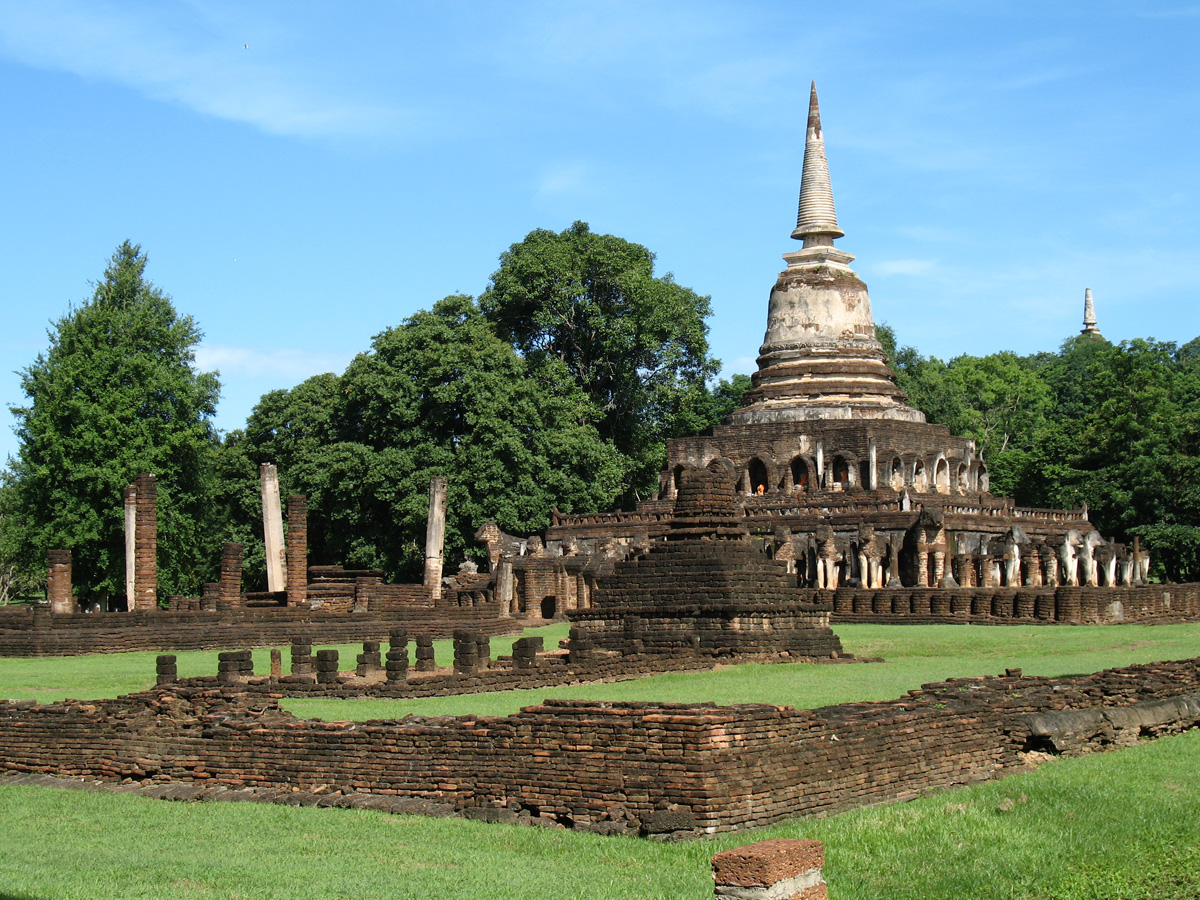
Si Satchanalai, Thailand
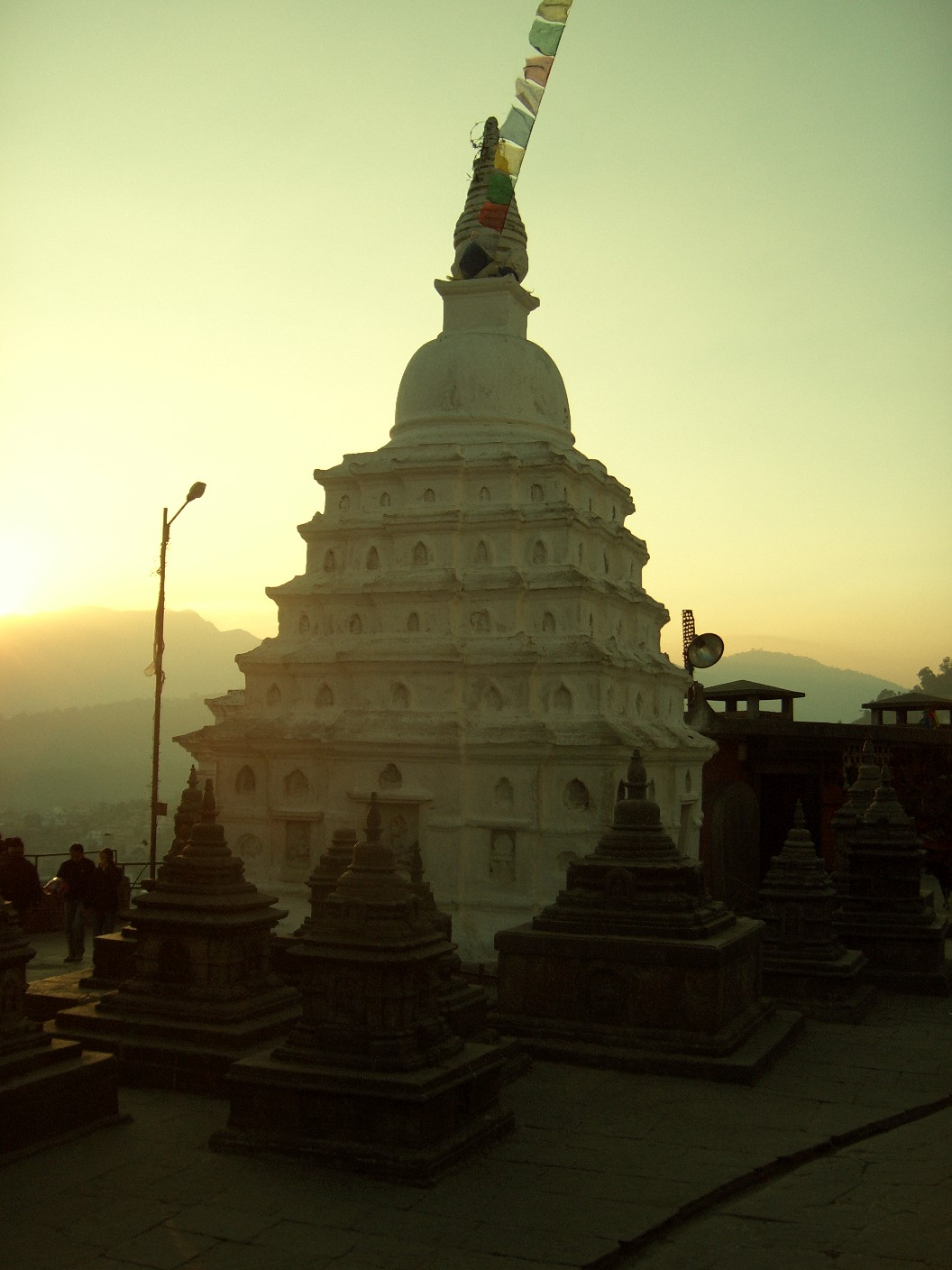
Swayambhunath bei Katmandu, Nepal
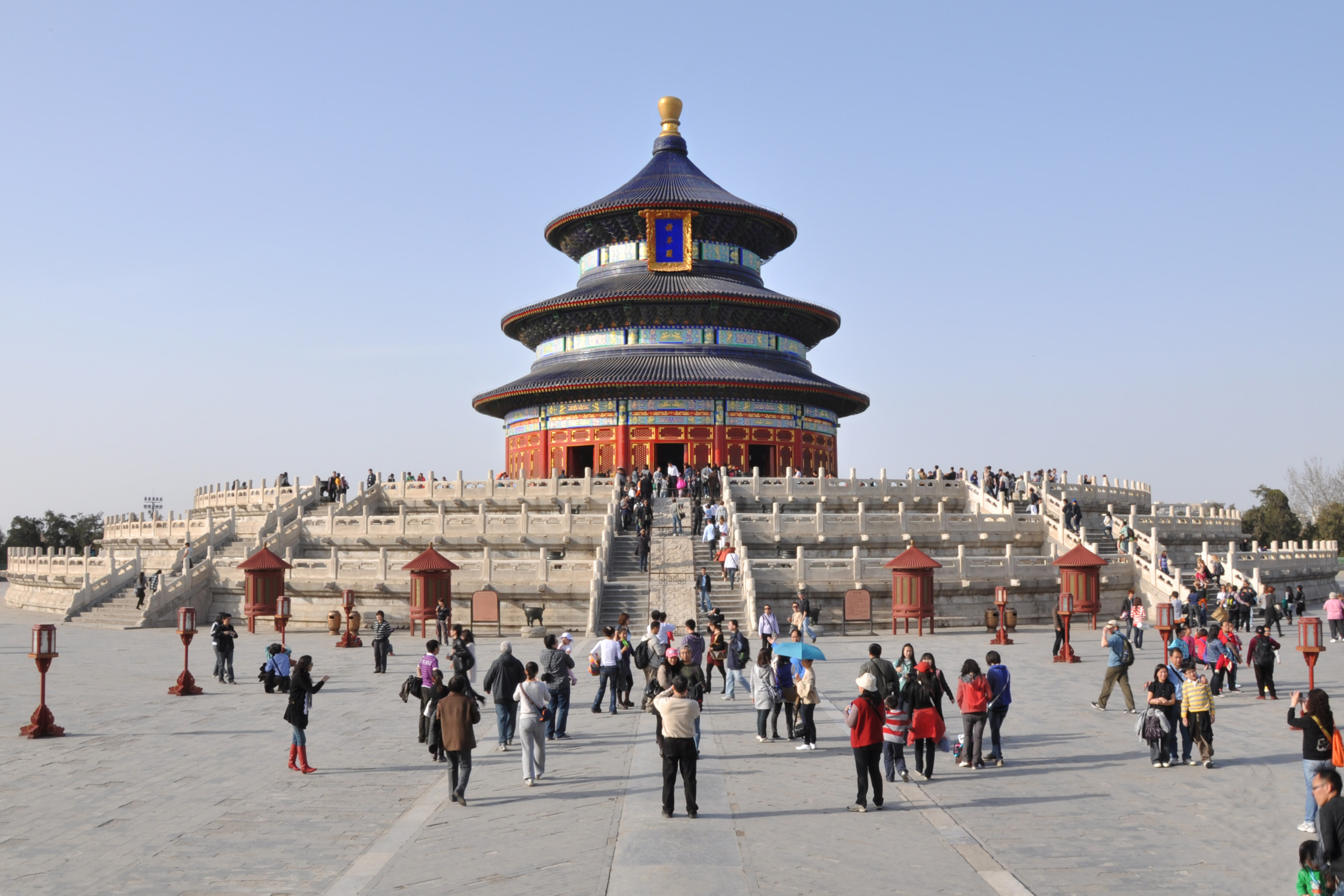
Himmelstempel von Peking

## Mittelamerika

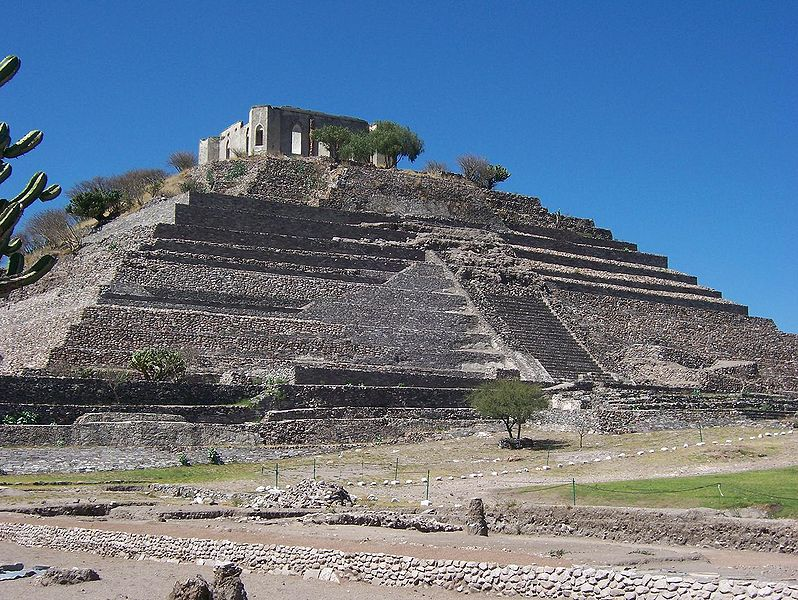
El Cerrito, 130 Meter breite Stufenpyramide in Queretaro, Mexiko

Besonders viele Stufentempel sind im vorkolumbianischen Mittelamerika, genauer im mesoamerikanischen Kulturraum erhalten. Teilweise sind sie nicht aus sich verjüngenden Terrassen, sondern nur aus Stufen errichtet. Mehrfach sind astronomische Elemente in die Architektur eingeflossen. So bei der Pyramide des Kukulcán in Chichén Itzá. Sie weist 365 Stufen auf, zeigt zur Tagundnachtgleiche spezifische Schattenwürfe und ist Kukulcán geweiht.
Eine verwandte Symbolik zeigt der eigenwillige Bau der Nischenpyramide von El Tajín bei Veracruz (Mexiko). Sie ist ein unter 45° aufsteigendes Hochhaus von 25 Metern, das in 6 Etagen (und einer Gipfelterrasse) 365 Nischen besitzt. Als 1225 m² großes Zeremonialzentrum soll es wohl das Sonnenjahr symbolisieren. Umgeben ist es von rasterförmig angeordneten, kleineren Stufenbauten. Die Blütezeit der Stadt wird um 700–900 vermutet.
Das markanteste Gebäude der Ruinenstätte von Calixtlahuaca im Tal von Toluca ist ein steiler, 4-stöckiger Rundbau, auf den von Osten ein breiter Bauteil mit ca. 40 Stufen und flacher Rampe führt. Er wird von den Archäologen mit dem Windgott Ehecatl in Verbindung gebracht.
An den in Mexiko besonders häufigen Tempelpyramiden der Azteken und verwandter Völker wurden regionaltypische Zeremonien gepflegt, die von rituellen Ballspielen bis zu Menschenopfern reichten. Die Heiligtümer waren verschiedensten Gottheiten geweiht und werden noch heute auch Teocalli (Haus der Götter) genannt.
Das größte der Stufenbauwerke Mexikos ist die Sonnenpyramide von Teotihuacán mit 225 × 225 m und einer Höhe von 63 Metern. Sie besteht aus vier 4-seitigen Pyramidenstümpfen, deren Neigung nach oben hin immer flacher wird. Dem untersten Bauteil sind vier etwa 5 m hohe Steilstufen vorgelagert. Man vermutet, dass das Heiligtum auf dem obersten Niveau einer Magna-Mater-Göttin gewidmet war. Der Name wurde von den Azteken geprägt, lange nachdem die Anlage schon verlassen war.
Aus der Maya-Kultur befinden sich bekannte Tempelbauten u. a. auf Yucatán in Belize, El Salvador, Honduras und Guatemala, beispielsweise jene von Tikal oder von Uaxactún im Petén-Gebiet. Besonders eindrucksvoll sind der steile, 44 Meter hohe Tempel I der Nordakropolis von Tikal mit seinen über 100 Stufen (Bild) und der Tempel V aus etwa 100 fünf Meter hohen Steinblöcken. Die seit 1100 Jahren vom Urwald überwucherte Ruinenstadt war vom 3. bis 9. Jahrhundert ein bedeutendes Zentrum der Mayas; die ersten Siedlungsspuren reichen ins frühe 1. Jahrtausend v. Chr. zurück.

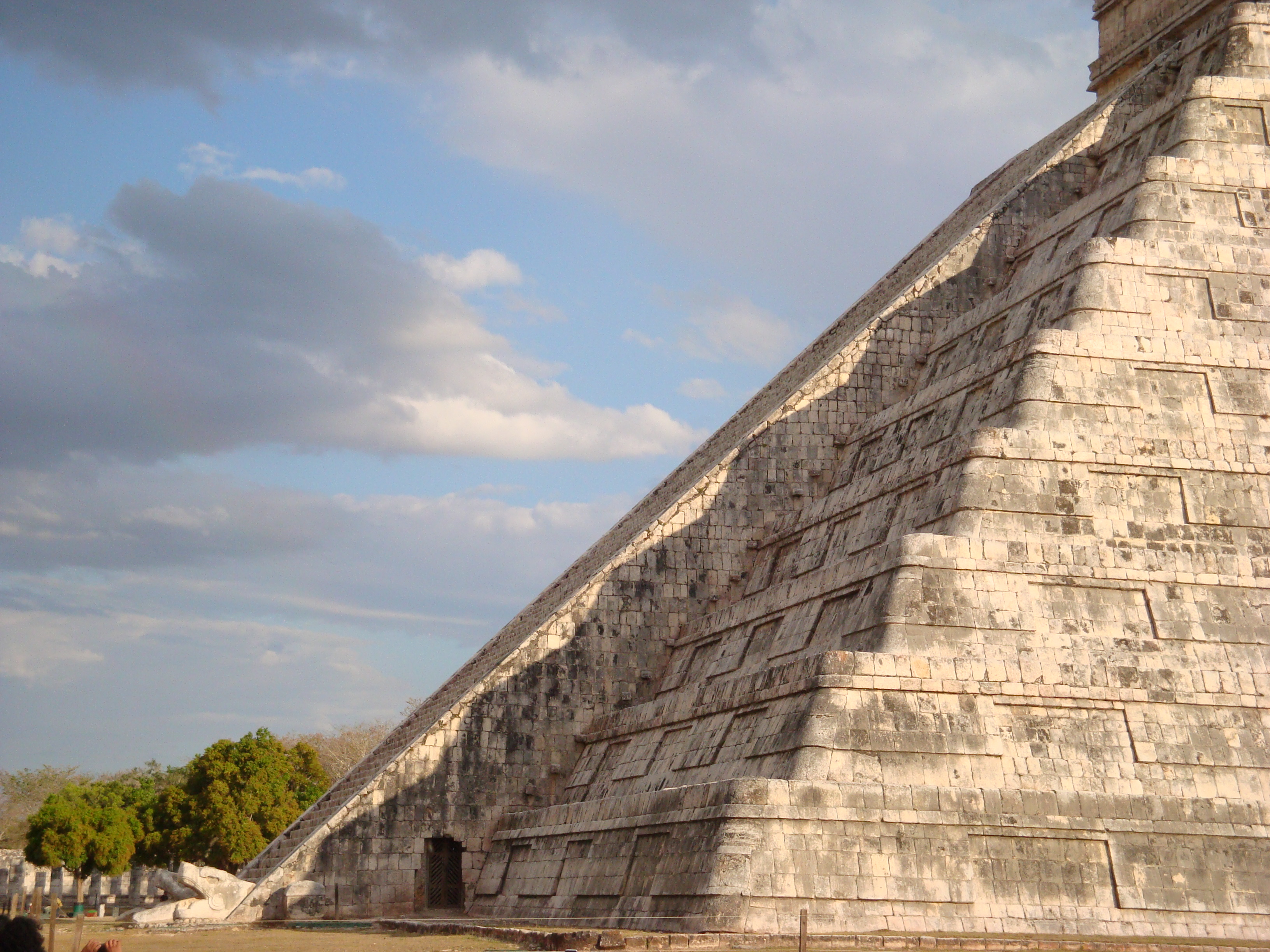
Pyramide des Kukulcán, Chichén Itzá, Yucatán, Mexiko
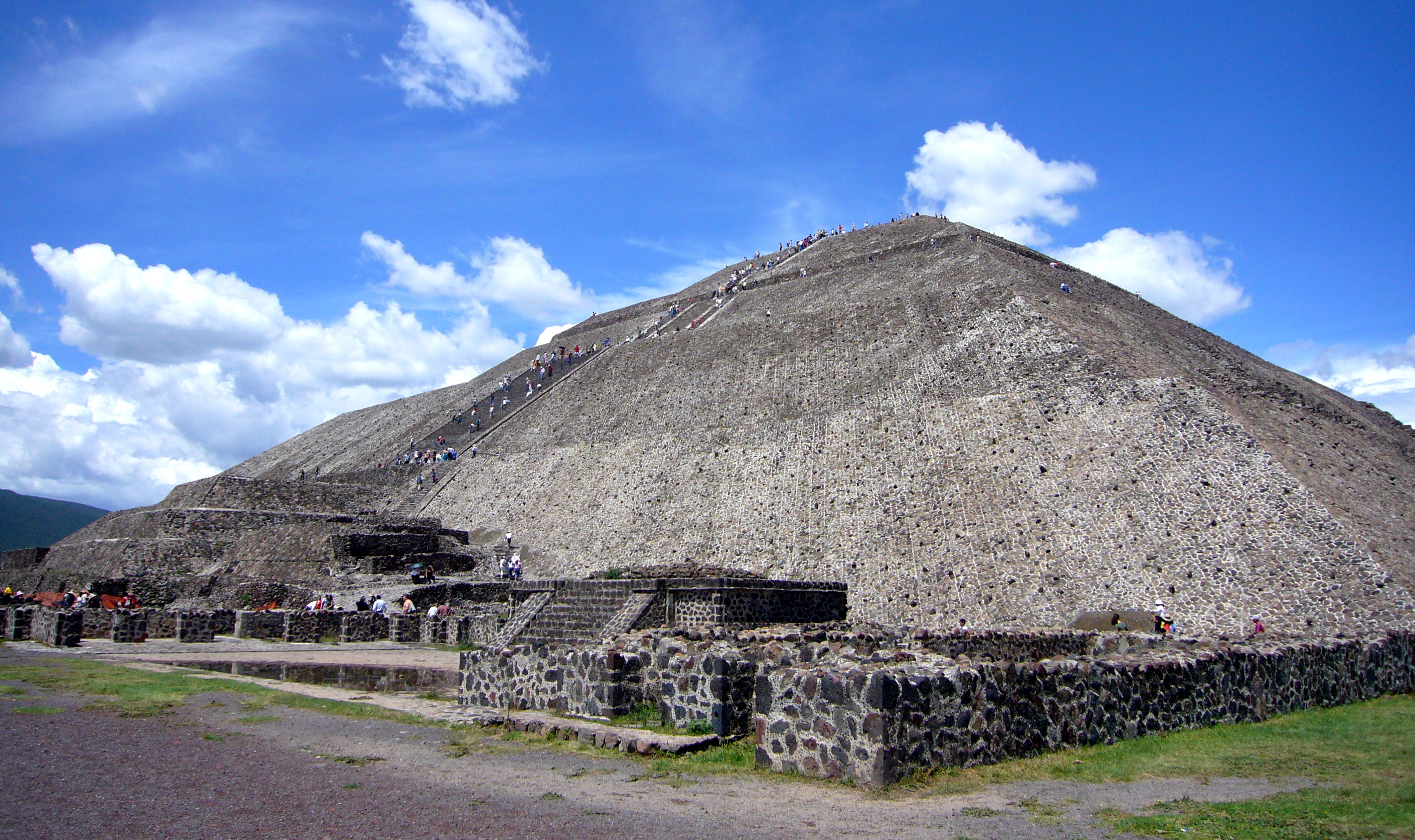
Sonnenpyramide von Teotihuacán, Mexiko
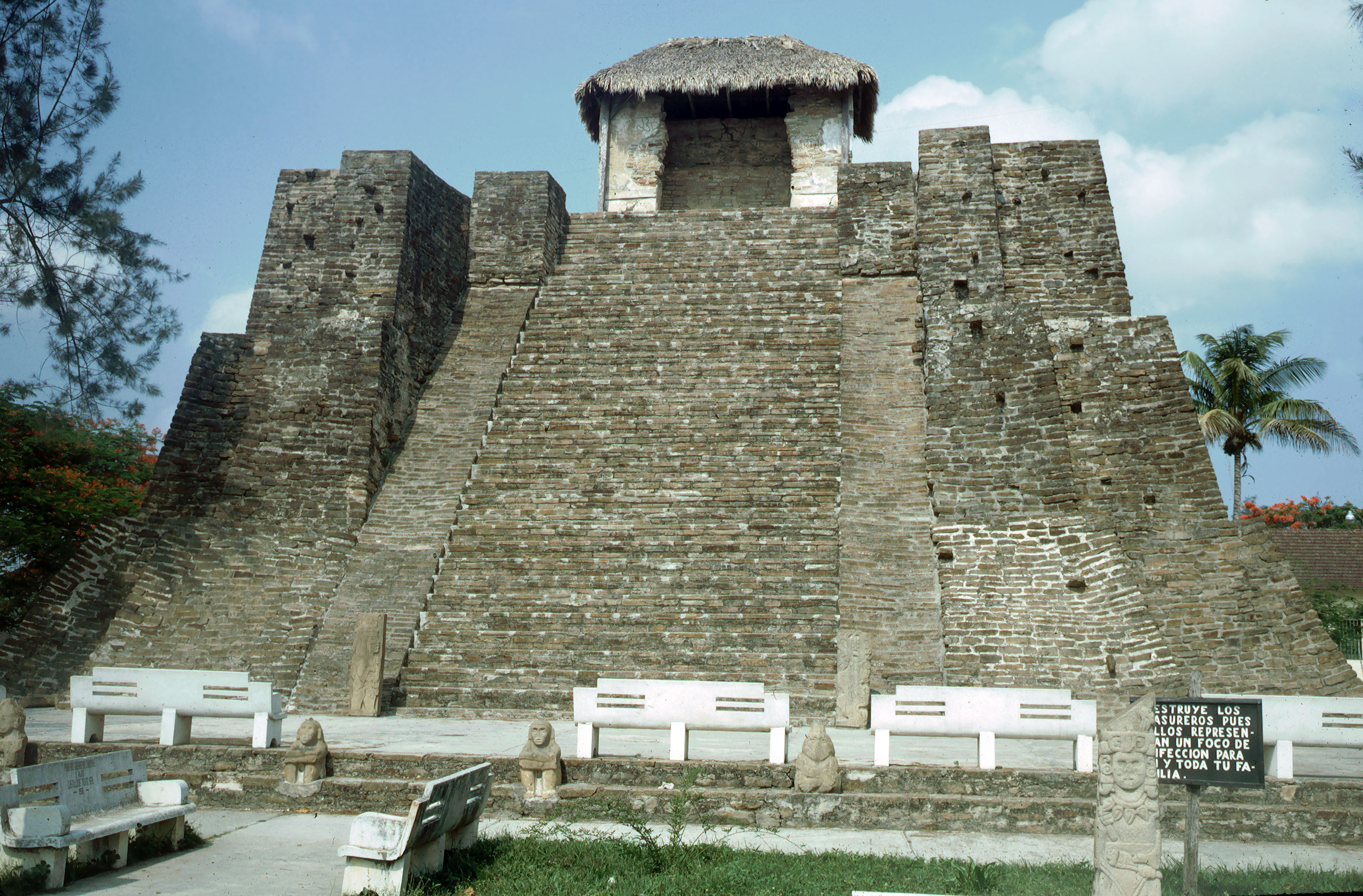
Castillo de Teayo, Veracruz, Mexiko
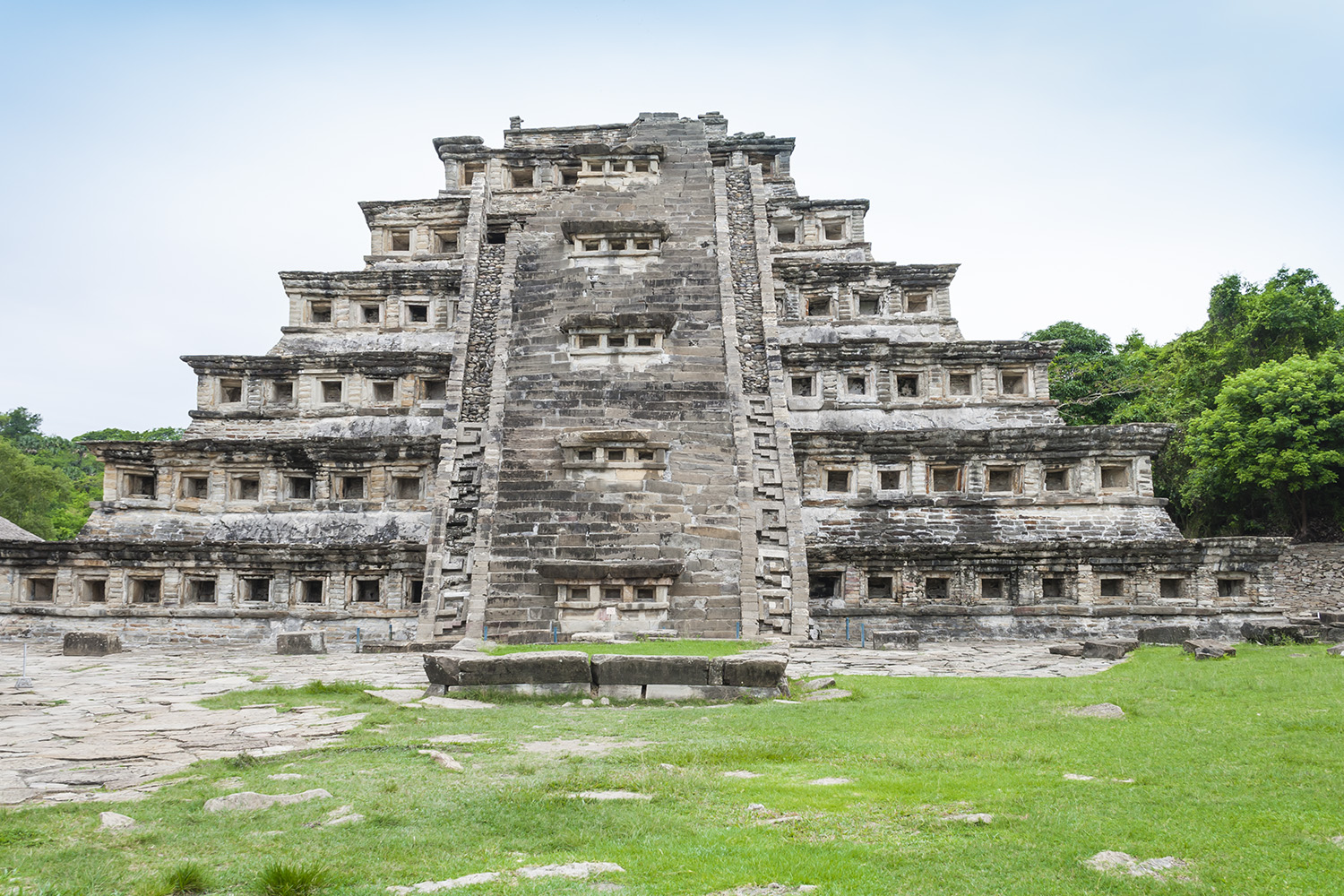
Nischenpyramide, El Tajín bei Veracruz
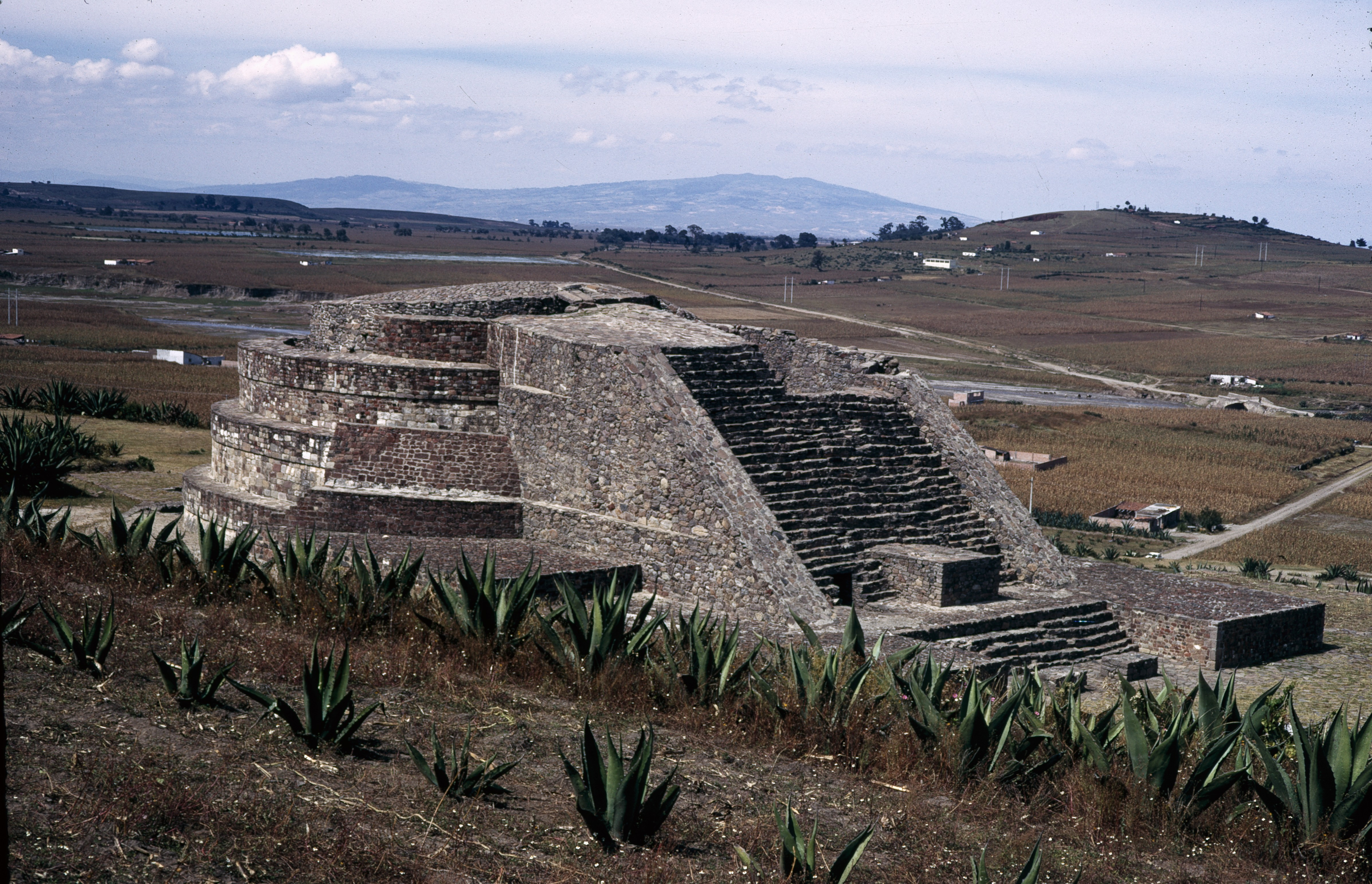
Stufen-Rotunde von Calixtlahuaca, Mexiko
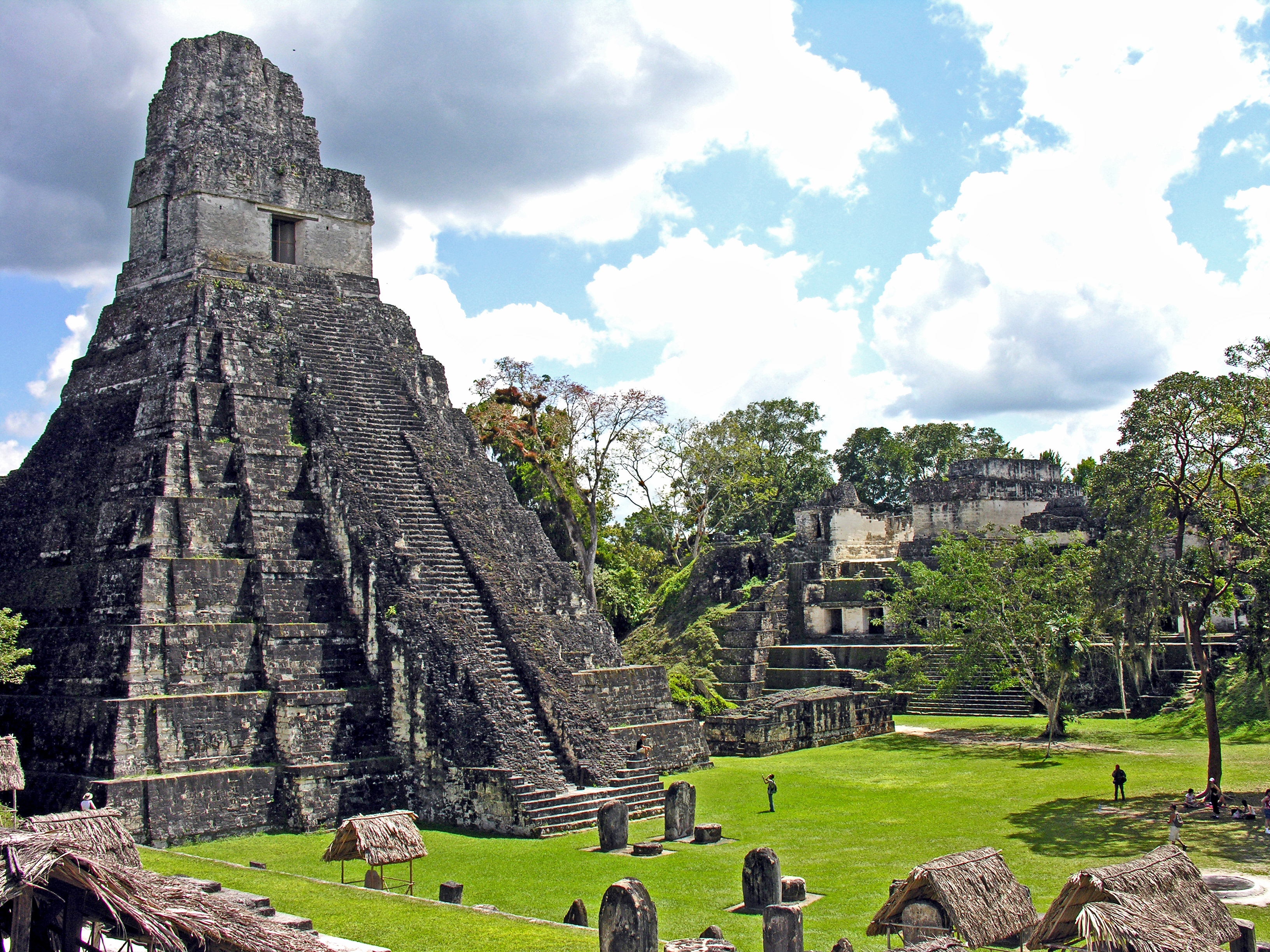
Tempel I von Tikal, Guatemala